# Гомалопс удавовий
Гомалопс удавовий, або «вуж удавоподібний» (Homalopsis buccata) — єдиний представник роду гомалопс (Homalopsis) родини гомалопсових (Homalopsidae). Умовно отруйна змія (реальної небезпеки для людини не становить). 

## Таксономія
Вид включає 2 підвиди. Інша назва — «маскова водяна змія».

## Опис
Загальна довжина досягає 1—1,3 м. Голова з «пухкими» щоками чітко відокремлена від тулуба. Луска тулуба дрібна, кілевата, щитки голови сильно збільшені. Забарвлення голови коричневе або сірувате, з боків голови через очі тягнуться чіткі чорні смужки, що нагадують маску. На носі є характерна темна V-подібна пляма, невелика витягнута пляма присутня й на потилиці. Забарвлення тулуба коливається від зеленувато-сірого до темно-коричневої, з тонкими чіткими коричневими поперечними смужками. Черево світле, жовтуватого або білуватого кольору, з дрібними темними цятками. Молоді особини дуже яскраві, їх відрізняє темне забарвлення тулуба з помаранчевими поперечними смугами.

## Спосіб життя
Полюбляє агроландшафти, рівнинні річки, струмки, протоки, канали, іноді солонуваті водойми, мангрові зарості. Харчується рибою та жабами. Це досить витравалі змії.
Це живородна змія.

## Розповсюдження
Мешкає по всій південно-східній Азії та на Індостані — в Індії, Непалі, Бангладеш, М'янмі, Камбоджі, Таїланді, В'єтнамі, Індонезії, Лаосі, Малайзії та Сінгапурі.

## Підвиди
- Homalopsis buccata nigroventralis
- Homalopsis buccata buccata